# جان بيجوين

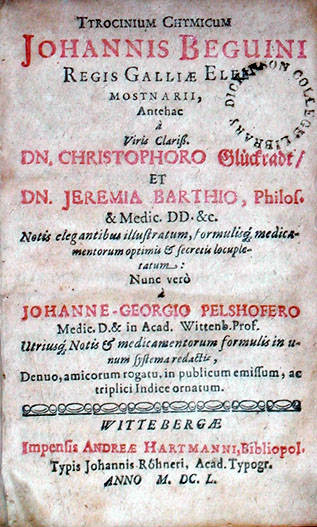
Tyrocinium Chymicum طبعة1650

جان بيجوين (بالفرنسية: Jean Béguin)‏ (1550-1620) صيدلي وكيميائي فرنسي مؤلف كتاب (Tyrocinium chymicum) سنة 1610 من أوائل من كتب في الكيمياء والتفاعلات الكيميائية باستخدام الصيغ الكيميائية التي تمثل المواد المتفاعلة والمنتجات والمعاملات والعلامات المتساوية والتي ستعرف فيما بعد بالعلوم الكيميائية. له كتاب عناصر الكيمياء سنة 1615 ويمكن اعتبارها أول أطروحة للكيمياء.

## سيرته
ولد جان بيجوين سنة 1550 في مدينة لورين الفرنسية تبعد حوالي 367 كلم شرق باريس مع حدود بلجيكا، تلقى تعليما كلاسيكيا جيدا في بداياته ثم انتقل إلى باريس أين عرف كصيدلي وتحصل من هنري الرابع ملك فرنسا على لقب قسيس الملك، علامة الحماية الملكية. سافر إلى ألمانيا والمجر لزيارة مناجم الذهب والفضة التابعة لمدينة بانسكا شتيفنيتسا.
بفضل الحماية الملكية الممنوحة له تمكن سنة 1604 من فتح مدرسة كيمياء لتدريب أطباء الأسنان والأطباء الراغبين في تعلم التقنيات الكيميائية لإعداد العلاجات، قدم دروس مجانية مع مظاهرات عملية من المستحضرات الكيميائية. كانت هذه هي أول دروس الكيمياء العامة التي قدمت في باريس.
لوضع حد لقراصنة دروس الكيمياء التي كان يقدمها قرر أن ينشر نسخة موجزة من كتابة (Tyrocinium chymicum) «تدريب الكيميائي» سنة 1610 باللغة اللاتينية ثم تمت ترجمة الكتاب إلى اللغة الفرنسية.
سيتم إعادة إصدار أعماله باستمرار طوال القرن السابع عشر مع إضافات مهمة، ستليها أعمال ويليام دافيسون (ديفيدسون) 1635 ، وايتيان دي كليف في 1646 ، وغيرهم، حتى نشر (Cours de chymie) الشهير لنيكولاس ليميري سنة  1675.

## كتاب عناصر الكيمياء 1615
يمكن اعتبار هذا العمل أول أطروحة للكيمياء مكتوبة بلغة واضحة وسهلة الفهم من قبل الشخص العادي. وبالتالي ينهي بشكل قاطع مع الممارسات السابقة  للكيميائيين.
ساهم نجاح الكتاب في قبول بعض الابتكارات الرئيسية التي جلبها براكلسوس إلى العلاج والتحليل الكيميائي للمواد، في شكل حل المبادئ المختلطة، تمهيدًا للتحليل الكيميائي للمواد.
في بداية القرن السابع عشر لم تنتشر العلوم الكيميائية بشكل كبير وقد أشار جان بيجوين إلى أن مصطلحات الكيمياء القديمة مناسبة لبحوثه وأن الكيمياء هي علم تجريبي بحت مفصول بوضوح عن البحوث الكيميائية.
فعلى سبيل المثال نجد في هذا الكتاب أول استخدام لمصطلح «الكحول» لتعيين نتاج تقطير النبيذ وقد تم قبول هذه الإنجاز سابقا لأول مرة في ألمانيا من قبل الكيميائي براكلسوس في شكل مشروب كحولي، في هذا الكتاب، يصف توليف الأسيتون، الذي يسميه روح زحل المحترقة ويستعد بواسطة الانحلال الحراري لخلات الرصاص (أو ملح زحل).

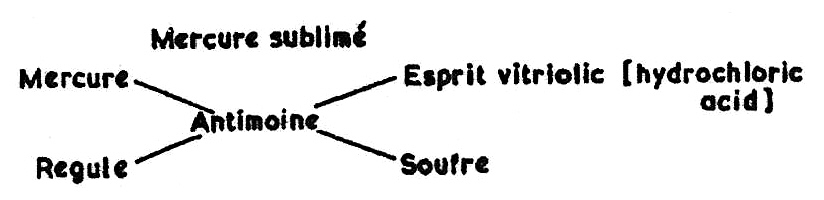
رسم بيغن التفاعلي 1615 ، أول معادلة كيميائية على الإطلاق.

## روابط خارجية
- جان بيجوين - عالم السيرة العلمية لإريك ويسستين
- معادلة كيميائية (صيغة التفاعل الكيميائي)